# Língua iúpique do Alasca Central
A língua iúpique do Alasca Central (em iúpique: yugtun, AFI: ['iuˠ.tun]), também conhecido como yup'ik, iúpique central ou cugtun, é uma língua pertencente ao ramo inuit da família escaleuta, utilizada pelo povo indígena iúpique residente nas regiões oeste e sudoeste do Alasca, Estados Unidos.
Tanto pelo número populacional quanto pela quantidade de falantes (aproximadamente 10.000), forma o maior grupo étnico entre os indígenas do Alasca. Contudo, de acordo com o Atlas Mundial das Línguas em Perigo da UNESCO, faz parte do grupo de idiomas na categoria "vulnerável", fenômeno que ocorre devido ao processo de aculturação da população pela prevalência da língua inglesa e da cultura estadunidense. Ainda, o sirenik (Сиӷы́ных), uma de suas línguas próximas, foi classificada como extinta em 1997.
Em 25% das vilas iúpique do Alasca as crianças têm esta língua nativa como primeira, principalmente no baixo rio Kuskokwim, na ilha Nelson e ao longo da costa entre essas duas localidades. O iúpique do Alasca central geral se divide em mais quatro dialetos separados por suas localizações geográficas, norton sound, hooper bay-chevak, nunivak e egegik. Por causa da grande variedade linguística entre a comunidade, não é possível identificar um dialeto padrão da língua, que pode sofrer alterações pela região do falante ou por sua família.
Assim como outras línguas escaleutas, o iúpique é polissintético e utiliza principalmente a adição de sufixos às raízes das palavras, estabelecendo o sentido por meio de expressões com grafias longas. Entre esses sufixos estão as chamadas pós-bases (do inglês postbases), sufixos derivacionais presentes nas línguas esquimó-aleútes. Para essa língua, não existe marcação de gênero gramatical ou o uso de artigos, e a categoria de número opõe singular, dual e plural.

## Etimologia
O termo yup’ik é um endônimo que significa 'pessoa real', relativo tanto ao povo iúpique do Alasca central quanto ao seu idioma. É originado a partir da palavra yuk, 'pessoa' (derivação da proto-etimologia iŋuˠ) adicionada da pós-base (sufixo) -p’ik que expressa ideia de realidade ou autenticidade.
Originalmente, a expressão era utilizada apenas na região norte, enquanto no sul era utilizado o termo yupiaq e, no dialeto egegik, tarupiaq. Atualmente, yup’ik é utilizado como termo comum entre os dialetos para referenciar a língua, entretanto, não substituiu totalmente os endônimos cup’ik, no dialeto chevak, e cup’ig (nativamente cugtun) no nunivak.
| Dialeto                        | Singular     | Dual   | Plural                   | Singular | Dual     | Plural   |
| Norton Sound (Unaliq-Pastuliq) | yuk          | yuuk   | yuut (< yuuget) ~ yug'et | Yupʼik   | Yupiik   | Yupiit   |
| Iúpique Central Geral (Yugtun) | yuk          | yuuk   | yuut (< yuuget) ~ yug'et | Yupiaq   | Yupiak   | Yupiat   |
| Chevak (Cugtun)                | cuk          | cuugek | cuuget                   | Cup'ik   | Cupiik   | Cupiit   |
| Nunivak (Cugtun)               | cug          | cuug   | cuuget                   | Cup'ig   | Cupiig   | Cupiit   |
| Egegik                         | taru ~ taruq |        |                          | Tarupiaq | Tarupiak | Tarupiat |

⠀⠀⠀

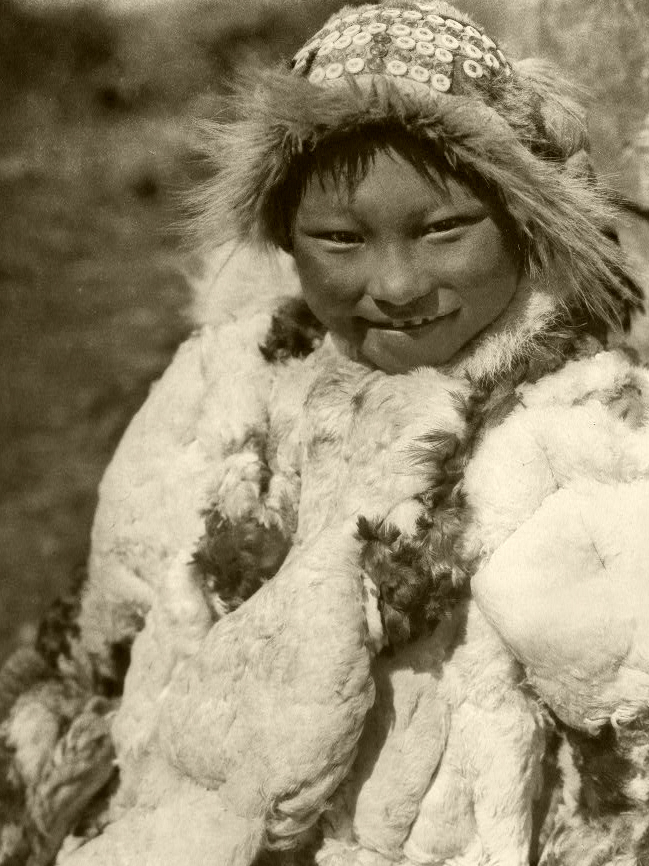
Criança iúpique da Ilha Nunivak. (1930)

A origem do nome da língua está na sua utilização como forma de denominar o povo, podendo ser atribuído um significado semelhante a “pessoa da nossa gente”. O significado literal “pessoa real” é referente à utilização da comunidade como forma de designar uma pessoa comum, em contraste aos xamãs, espíritos ou divindades.
Apesar de ser grafado como "yup’ik”, percebe-se uma maior recorrência do termo yugtun na oralidade. A utilização do apóstrofo no nome da língua representa um prolongamento do som da consoante 'p', e auxilia na diferenciação da língua yupik (sem apóstrofo) que geralmente se refere ao idioma iúpique siberiano central, que, apesar de serem da mesma família, são mutualmente ininteligíveis. 

⠀⠀

## Distribuição
A fluência no iúpique do Alasca central está quase completamente limitada a esse grupo étnico, no qual os falantes da língua configuram aproximadamente 42% da população. Em geral, estes estão localizados entre Norton Sound, ao norte; Península do Alasca, ao sul; lago Iliamna, ao leste e a ilha Nunivak à oeste.

### Dialetos
Atualmente, cinco dialetos compreendem toda a variedade linguística desse idioma, sendo eles: iúpique do Alasca central geral, norton sound, hopper bay-chevak, nunivak e egegik (atualmente considerado extinto).
A formação do continuum dialetal desse idioma pode ser associada à prática histórica de tabu com relação às variações de outras regiões, pois os falantes "muitas vezes se sentem orgulhosos de seus próprios dialetos". De acordo com a análise do Censo dos Estados Unidos de 1980, a divisão de dialetos e sub-dialetos pode ser feita da seguinte maneira:
- Iúpique do Alasca Central

- - Norton Sound (ou Unaliq-Pastuliq); falado em Norton Sound
    1. Sub-dialeto Unaliq; falado em Elim (Neviarcaurluq), Golovin (Cingik), St. Michael (Taciq)
    2. Sub-dialeto Kotlik; falado em Kotlik (Qerrulliik)

  - Iúpique do Alasca Central Geral (GCAY, do inglês general central alaskan yup’ik); falado na ilha Nelson, no Delta de Yukon-Kuskokwim, e na Baía de Bristol[19]
    1. Dialetos principais; falados no baixo rio Kuskokwim, na costa até a ilha Nelson, e na Baía de Bristol
      1. Sub-dialeto do baixo Kuskokwim; falado em Akiachak (Akiacuaq), Akiak (Akiaq), Atmautluak (Atmaulluaq), Bethel (Mamterilleq), Eek (Ekvicuaq), Goodnews Bay (Mamterat), Upper Kalskag (Qalqaq), Lower Kalskag (Qalqaq), Kipnuk (Qipnek), Kongiganak (Kangirnaq), Kwethluk (Kuiggluk), Kwigillingok (Kuigilnguq), Napakiak (Naparyarraq), Napaskiak (Napaskiaq), Nunapitchuk (Nunapicuar), Oscarville (Kuiggayagaq), Platinum (Arviiq), Quinhagak (Kuinerraq), Tuluksak (Tuulkessaaq) e Tuntutuliak (Tuntutuliaq)
      2. Sub-dialeto de Bristol Bay; falado em Aleknagik (Alaqnaqiq), Clark's Point (Saguyaq), Dillingham (Curyung), Ekuk, Manokotak (Manuquutaq), Togiak (Tuyuryaq), Twin Hills (Ingricuar)

    2. Dialetos periféricos; falados no alto Kuskokwim, no rio Yukon e próximo ao rio Iliamna[20]
      1. Sub-dialeto de Yukon; falado em  Alakanuk (Alarneq), Emmonak (Imangaq), Holy Cross (Ingirraller), Marshall or Fortuna Ledge (Masserculleq), Mountain Village (Asaacaryaraq), Nunam Iqua (Nunam Iqua),  Pilot Station (Tuutalgaq), Pitkas Point (Negeqliim Painga), Russian Mission (Iqugmiut), St. Mary's (Negeqliq), Scammon Bay (Marayaarmiut)
      2. Sub-dialeto do alto ou meso Kuskokwim; falado em Aniak (Anyaraq), Chuathbaluk (Curarpalek), Crooked Creek (Qipcarpak), McGrath, Sleetmute (Cellitemiut), Eek
      3. Sub-dialeto do rio Iliamna; falado em Egegik (Igyagiiq), Igiugig (Igyaraq), Iliamna (Illiamna), Kokhanok (Qarrʼunaq), Levelock (Liivlek), Naknek (Nakniq), South Naknek (Qinuyang)

    3. Dialetos mistos
      1. Sub-dialeto de Nelson Island & Stebbins; falado em Chefornak (Cevvʼarneq), Newtok (Niugtaq), Nightmute (Negtemiut), Stebbins (Tapraq), Toksook Bay (Nunakauyaq), Tununak (Tununeq)
      2. Sub-dialeto de Nushagak River; falado em Ekwok (Iquaq), Koliganek (Qalirneq), New Stuyahok (Cetuyaraq), Portage Creek

  - Egegik (extinto), anteriormente falado em Egegik (Igyagiiq)
  - Hooper Bay-Chevak (ou cup'ik)
    1. Sub-dialeto de Hooper Bay; falado em Hooper Bay (Naparyaarmiut)
    2. Sub-dialeto Chevak; falado em Chevak (Cevʼaq),

  - Nunivak (ou cup'ig); falado em Mekoryuk (Mikuryar) na ilha de Nunivak.

Entre os dialetos, aquele que mais se diferencia é o nunivak, entretanto, também são perceptíveis diferenças entre os subdialetos, principalmente nos campos léxico e fonético.
| Yukon (Kuigpak) | Kuskokwim (Kusquqvak) | Português                                     |
| --------------- | --------------------- | --------------------------------------------- |
| elicar-         | elitnaur-             | estudar (intrans.); ensinar (alguém) (trans.) |
| elicaraq        | elitnauraq            | estudante                                     |
| elicari-        | elitnauri             | ensinar (intrans.)                            |
| elicarista      | elitnaurista          | professor                                     |
| aiggaq          | unan                  | mão                                           |
| ikusek          | cingun                | cotovelo                                      |
| ayuqe-          | kenir-                | ferver/cozer                                  |
| cella           | ella                  | mundo, exterior, céu, universo, consciência   |
| naniq           | kenurraq              | lâmpada, luz                                  |
| uigtua-         | naspaa-               | provar, testar, tentar                        |

### Línguas relacionadas
O iúpique do Alasca central faz parte de um continuum dialetal que está localizado geograficamente entre o norte do Alasca, o Canadá e a Groenlândia, formando o ramo esquimó da família esquimó-aleúte. Por isso, possui grande proximidade com línguas como inupiaque, inuctitute e groenlandês, pertencentes ao ramo das línguas inuíte. O idioma também possui uma forte relação com outras línguas do ramo iúpique, como o alutiiq, o iúpique siberiano central, o naukan(ski) e o extinto sirenik(ski). Sobre o último, existem divergências acerca de sua classificação pela maior diferença se comparado aos outros idiomas iúpique, por isso, pode ser considerado um ramo distinto dentre as línguas esquimó.
|  | Alutiiq                   |
|  |                           |
|  | Iúpique do Alasca Central |
|  |                           |
|  | Naukan                    |
|  |                           |
|  | Iúpique Siberiano Central |
|  |                           |

|  | Inupiaque     |
|  |               |
|  | Inuvialuctune |
|  |               |
|  | Inuctitute    |
|  |               |
|  | Groenlandês   |
|  |               |

|  | Alutiiq                   |
|  |                           |
|  | Iúpique do Alasca Central |
|  |                           |
|  | Naukan                    |
|  |                           |
|  | Iúpique Siberiano Central |
|  |                           |

|  | Inupiaque     |
|  |               |
|  | Inuvialuctune |
|  |               |
|  | Inuctitute    |
|  |               |
|  | Groenlandês   |
|  |               |

|  | Alutiiq                   |
|  |                           |
|  | Iúpique do Alasca Central |
|  |                           |
|  | Naukan                    |
|  |                           |
|  | Iúpique Siberiano Central |
|  |                           |

|  | Inupiaque     |
|  |               |
|  | Inuvialuctune |
|  |               |
|  | Inuctitute    |
|  |               |
|  | Groenlandês   |
|  |               |

|  | Alutiiq                   |
|  |                           |
|  | Iúpique do Alasca Central |
|  |                           |
|  | Naukan                    |
|  |                           |
|  | Iúpique Siberiano Central |
|  |                           |

|  | Inupiaque     |
|  |               |
|  | Inuvialuctune |
|  |               |
|  | Inuctitute    |
|  |               |
|  | Groenlandês   |
|  |               |

A principal semelhança entre as línguas esquimó-aleútes é a combinação da grande variedade de sufixos, pós-bases e morfemas, caracterizando esta como uma família de idiomas polissintéticos. Alguns exemplos de expressões com um grande número de morfemas são:
- Ikircugngaan naspaayukuvgu‎ ‎- 'você conseguirá abrí-lo se você quiser tentar'

- Natmurteqatarcit?‎ - 'para onde você vai?'

## Fonologia

### Consoantes
O iúpique do Alasca central possui 28 fonemas consonantais, em que prevalecem as consoantes desvozeadas. As consoantes plosivas não contrastam em voz, contudo, a língua possui uma grande variedade de fricativas, nas quais todas, exceto as pós-alveolar e palatal (que não incluem fricativas), possuem pares desvozeado-vozeado.
|             |             | Labial | Alveolar | Consoante pós-alveolar/ Palatal | Velar   | Velar       | Uvular | Uvular |
| simples     | labializada | Labial | Alveolar | Consoante pós-alveolar/ Palatal | simples | labializada |        |        |
| ----------- | ----------- | ------ | -------- | ------------------------------- | ------- | ----------- | ------ | ------ |
| Nasal       | desvoz.     | m̥      | n̥        |                                 | ŋ̊       |             |        |        |
| Nasal       | voz.        | m      | n        |                                 | ŋ       |             |        |        |
| Plosiva     | Plosiva     | p      | t        |                                 | k       |             | q      |        |
| Africada    | Africada    |        | t͡s       | t͡ʃ                              |         |             |        |        |
| Fricativa   | desvoz.     | f      | s        |                                 | x       | xʷ          | χ      | χʷ     |
| Fricativa   | voz.        | v      | z        |                                 | ɣ       | ɣʷ          | ʁ      | ʁʷ     |
| Fricativa   | lateral     |        | ɬ        |                                 |         |             |        |        |
| Aproximante | Aproximante |        | l        | j                               |         | w           |        |        |

1. 1 2 3  Todas as consoantes podem aparecer duplicadas (geminadas) exceto as três nasais desvozeadas, que não podem ser prolongadas.
2. 1 2 3  São alófonos. A fricativa uvular surda labializada [χʷ] não ocorre no dialeto chevak e não constrasta com seu par vozeado [ʁʷ].
3. 1 2  São alófonos quando seguidos do schwa.

### Vogais
O idioma possui quatro vogais, sendo três delas vogais tônicas, /a/, /i/, /u/; e uma átona, o schwa, que pode ser representado pelos alófonos /ɨ/ (central fechada não arredondada) ou /ə/ (central média não arredondada) e escrito como "e" na ortografia da língua.
|         | Anterior | Central | Posterior |
| ------- | -------- | ------- | --------- |
| Fechada | ⠀⠀i      | ⠀⠀ɨ     | ⠀⠀u       |
| Aberta  |          | ⠀⠀a     |           |

Exceto para o schwa, todas as vogais podem ser combinadas com outras vogais (inclusive idênticas, no caso de duplicação) formando ditongos. Além disso, pode haver prolongamento, indicado pelo sinal ponto mediano ⟨·⟩ após a vogal prolongada. Em casos de encontro consonantal não apropriados na fala é adicionado o schwa entre as consoantes, caracterizando o fenômeno da epêntese na língua.

### Tonicidade
Em apenas alguns casos a tonicidade determina o significado de uma palavra e é majoritariamente afetado pelo prolongamento de uma vogal ou consoante. Por exemplo:
- [ag·gi:tok] akituuq - 'valioso'

- [ag:gi·tok] akiituq - 'barato'⠀⠀⠀⠀⠀⠀⠀⠀⠀⠀⠀⠀⠀

- [nɨk·a] nek'a - 'minha casa'

- [nɨk·a·] nekaa - 'é a casa dele'.

## Ortografia

### Silabário Yugtun

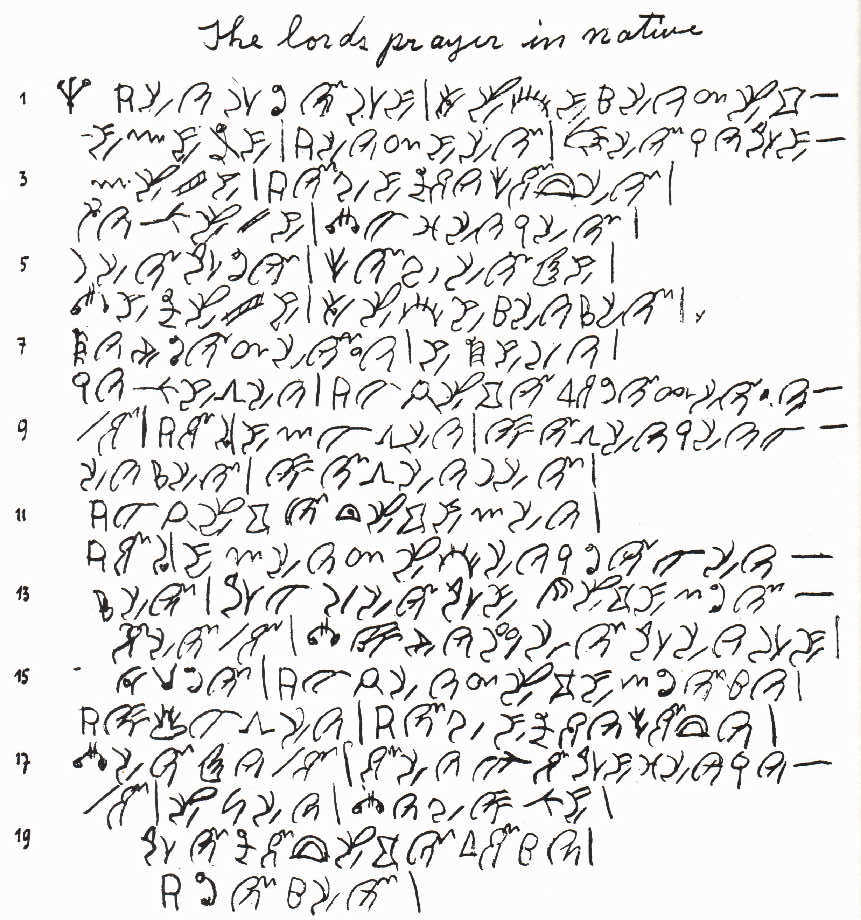
"Pai-Nosso" escrito no silabário yugtun.

O silabário yugtun ou silabário do Alasca (do inglês: yugtun script), foi criado aproximadamente no ano de 1900 pelo xamã iúpique Uyaquq. A fonte de inspiração do xamã foi a observação de missionários falantes da língua inglesa ao realizarem a leitura de textos sagrados, admirando suas habilidades de proferirem as palavras da mesma forma repetidas vezes. Uyaquq era monoglota, porém tinha um filho bilíngue que compreendia o inglês e o ajudava a realizar traduções de textos da Igreja dos Irmãos Morávios do Alasca para o recém-criado silabário.
Inicialmente, esse sistema de escrita era pictográfico, porém a dependência demasiada das habilidades de memorização e a falta de precisão na representação de expressões pressionou mudanças em sua estrutura. Após diversas modificações, a escrita passou a representar todas as sílabas da língua, por isso, é considerada um silabário. Entretanto, apesar do completo desenvolvimento do silabário yugtun, atualmente a língua iúpique do Alasca central é majoritariamente escrita no alfabeto latino. A direção da leitura desse sistema de escrita, assim como do alfabeto latino, segue o padrão da esquerda para a direita em linhas horizontais.

### Alfabeto Latino
A primeira construção da ortografia prática foi realizada em 1969 pelo departamento de linguística da University of Alaska Fairbanks, e foi inclusa no programa de educação bilíngue do estado do Alasca a partir de 1970. Atualmente, a versão utilizada é a estabelecida pelo Eskimo Language Workshop em 1972 e que está presente no livro "A Grammar on Central Alaskan Yup'ik (CAY)" de autoria de Osahito Miyaoka (2012).  A ortografia da língua é feita no alfabeto latino, sendo essa constituída por 30 letras.
| Letra | AFI          | Observações e comparações com outros idiomas    |
| ----- | ------------ | ----------------------------------------------- |
| a     | /a/          | no português: amor                              |
| c     | /t͡s/ ou /t͡ʃ/ | no português: participação ou tchau             |
| e     | /ə/          | no inglês: banana                               |
| g     | /ɣ/          | no holandês:[ɣaːn]ⓘ (ir)                        |
| gg    | /x/          | no português: arte                              |
| i     | /i/          | no português: milho                             |
| k     | /k/          | no português: barco                             |
| l     | /l/          | no português: lagartixa                         |
| ll    | /ɬ/          | no hmong:[ɬi]ⓘ (lua)                            |
| m     | /m/          | no português: maçã                              |
| ḿ     | /m̥/          | no inglês britânico (RP): stop me               |
| n     | /n/          | no português: nariz                             |
| ń     | /n̥/          | no inglês: cotton                               |
| ng    | /ŋ/          | no inglês: sing                                 |
| ńg    | /ŋ̊/          | no islandês: banka                              |
| p     | /p/          | no português: pato                              |
| q     | /q/          | no inglês: caught                               |
| r     | /ʁ/          | no português: carro (vozeado)                   |
| rr    | /χ/          | no português: carro (desvozeado)                |
| s     | /z/          | no português: zero                              |
| ss    | /s/          | no português: sapo                              |
| t     | /t/          | no português: tapete                            |
| u     | /u/          | no português: urubu                             |
| u͡g    | /ɣʷ/         | pronunciado como /ɣ/ com os lábios arredondados |
| u͡r    | /ʁʷ/         | pronunciado como /ʁ/ com os lábios arredondados |
| u͡rr   | /χʷ/         | pronunciado como /χ/ com os lábios arredondados |
| v     | /v/ ou /w/   | no português: avião ou quando                   |
| vv    | /f/          | no português: fantasma                          |
| w     | /xʷ/         | pronunciado como /x/ com os lábios arredondados |
| y     | /j/          | no português: ioiô                              |

1. ↑  Caso no final de uma palavra, representa /χ/
2. ↑  Caso no início de uma palavra, representa /s/

O uso de hífens é feito em casos de empréstimos estrangeiros, que correspondem majoritariamente a palavras de origem russa ou de idiomas vizinhos, como o inupiaque. Além disso, é utilizado para indicar a aglutinação de morfemas, como nos exemplos:
- Angya ‎- 'barco'

- Angya-a ‎ ‎- 'barco dele'

- Angya-m-ni‎ ‎- 'no meu barco'

- Angya-ge-m-ni ‎- 'nos meus dois barcos'

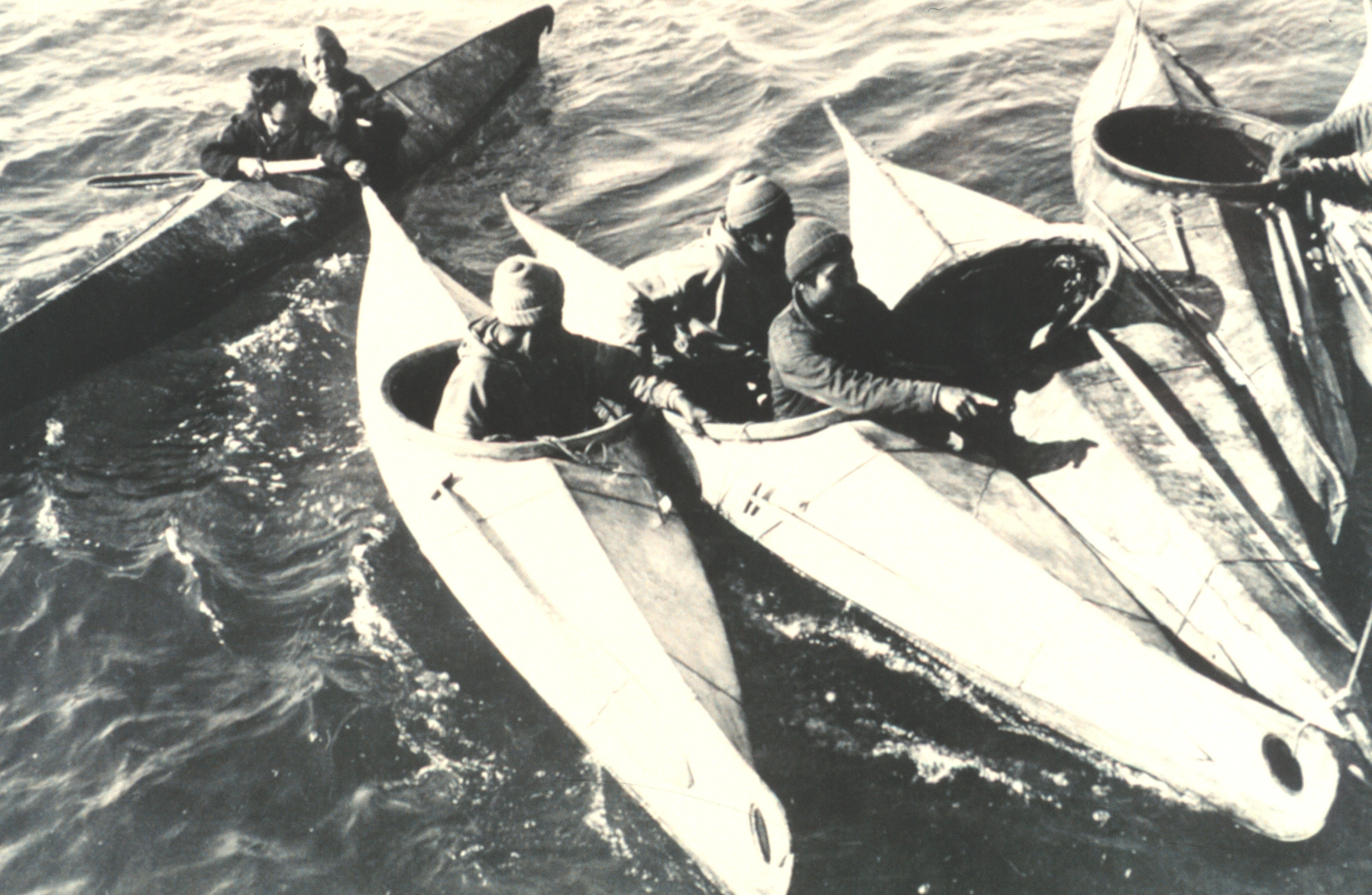
Caiaques de Nunivak (1936)

No caso dos enclíticos - morfemas adicionados após as flexões verbais como no português "amá-lo" - é utilizado o símbolo de igualdade (=).
- Tai-li=tuq - 'eu espero que ele venha'

## Gramática

### Pronomes

#### Pronomes pessoais
Nessa língua, os pronomes pessoais são palavras independentes e utilizadas para associar principalmente os seres humanos aos sujeitos ou objetos de uma frase, bem como possuidores de substantivos. Apesar de ser um idioma muito sensível a questões de tratamento ou contextos atitudinais, o iúpique do Alasca central não possui variações que indiquem os níveis de formalidade.  A terceira pessoa (não reflexiva) possui distinção entre absolutivo ou relativo (ergativo/genitivo).
|                              | Singular        | Plural    | Dual      |
| ---------------------------- | --------------- | --------- | --------- |
| Primeira pessoa              | /wii/ ~ /wiiŋa/ | /waŋkuta/ | /waŋkuk/  |
| Segunda pessoa               | /ɨɬpɨt/         | /ɨɬpɨci/  | /ɨɬpɨtɨk/ |
| Terceira pessoa (absolutivo) | /ɨɬii/          | /ɨɬait/   | /ɨɬkɨk/   |
| Terceira pessoa (relativo)   | /ɨɬiin/         | /ɨɬaita/  | /ɨɬkɨnka/ |
| Terceira-reflexiva           | /ɨɬmi/          | /ɨɬmiŋ/   | /ɨɬmɨk/   |

##### Primeira pessoa
Existem duas formas distintas para indicar o singular: wii, que significa "eu" e wiinga "sou eu", de modo que a segunda é considerada uma variação mais enfática que possui a adição da pós-base /-ŋa/, utilizada para indicar ideia de "estar em estado de" ou "ser". Juntamente com as formas plural e dual, possui relação com a raiz /wa-/, que se refere à ideia do imediato, seja no espaço ou no tempo, podendo ser associada aos pronomes pessoais da primeira pessoa. O uso dessa raiz em outros contextos ocorre em palavras como waniwa "agora", watua! "nesse exato momento" (exclamação) e waken "daqui".

##### Segunda pessoa e terceira pessoa reflexiva
Ambas derivam da raiz /ɨɬ-/ e não distinguem entre os casos absolutivo e relativo. Apenas para a terceira pessoa reflexiva, também chamada "quarta pessoa" no estudo das línguas esquimó, é permitido o uso do pronome pessoal para objetos inanimados ou não humanos.

##### Terceira pessoa
A terceira pessoa deriva da raiz /ɨɬɨ-/ e possui distinção entre os casos absolutivo e relativo. Não existe clara distinção de gênero entre os pronomes, por isso, são glossados como 'ele' para humanos e 'isso' para não-humanos, exceto em casos pragmáticos em que a interpretação do contexto indica o uso de 'ela'.

### Substantivos

#### Gênero
A distinção de gênero ou classe, como feminino, masculino ou neutro, não possui força nesse idioma. Só são utilizadas diferenciações em contextos práticos, e, muitas vezes, podem não ser especificadas. Culturalmente essa tendência pode ser observada na liberdade de nomear as crianças sem nomes específicos para determinado gênero, mesmo que alguns possam soar mais apropriados para a comunidade.

#### Número
As flexões por número na língua iúpique do Alasca central, assim como outras línguas da família escaleuta, são singular, plural e dual, apesar da última ser menos recorrente entre as novas gerações de falantes devido à substituição pela flexão plural semelhante à língua inglesa.

#### Casos gramaticais
O idioma possui oito casos gramaticais, sendo eles: absolutivo, relativo, locativo, alativo, ablativo-modalis, terminativo, prolativo e equalis.

##### Caso absolutivo
O caso absolutivo é aquele que modifica um substantivo com o intuito de indicar o objeto direto de um verbo transitivo ou o sujeito de um verbo intransitivo. As terminações para o caso absolutivo são:
|                       |               | Número do substantivo | Número do substantivo | Número do substantivo |
| singular              | dual          | plural                |                       |                       |
| --------------------- | ------------- | --------------------- | --------------------- | --------------------- |
| Sem possuidor         | Sem possuidor | Ø                     | :(e)t                 | :(e)k                 |
| 1ª pessoa             | sing.         | -ka                   | :(e)gka               | :(e)nka               |
| 1ª pessoa             | dual          | -puk                  | :(e)gpuk              | -puk                  |
| 1ª pessoa             | plural        | -put                  | :(e)gput              | -put                  |
| 2ª pessoa             | sing.         | :(e)n                 | :(e)gken              | -ten                  |
| 2ª pessoa             | dual          | -tek                  | :(e)gtek              | -tek                  |
| 2ª pessoa             | plural        | -ci                   | :(e)gci               | -ci                   |
| 3ª pessoa             | sing.         | :(ng)a                | :(e)k                 | :(ng)i                |
| 3ª pessoa             | dual          | :(ng)ak               | :(e)gkek              | -kek                  |
| 3ª pessoa             | plural        | :(ng)at               | :(e)gket              | :(ng)it               |
| 4ª pessoa (reflexivo) | sing.         | -ni                   | :(e)gni               | -ni                   |
| 4ª pessoa (reflexivo) | dual          | -tek                  | :(e)gtek              | -tek                  |
| 4ª pessoa (reflexivo) | plural        | -teng                 | (e)gteng              | -teng                 |

1. ↑  -vut caso ligada a pós-bases terminadas em vogal.
2. ↑  -vuk caso ligada a pós-bases terminadas em vogal.
3. ↑  -sek caso ligada a pós-bases terminadas em vogal.
4. ↑  -si caso ligada a pós-bases terminadas em vogal.
5. ↑  -sek caso ligada a pós-bases terminadas em vogal.
6. ↑  -seng caso ligada a pós-bases terminadas em vogal.

##### Caso relativo
O caso relativo é tradicionalmente utilizado na linguística das línguas esquimó para se referir aos casos genitivo, referente à posse, e ergativo, utilizado em contraposição ao caso absolutivo. Serve para marcar os substantivos com função de sujeito de um verbo transitivo ou a ideia de "possuidor". Nota-se que, exceto para o possuidor da terceira pessoa, as terminações do substantivo singular e plural são idênticas. As terminações para o caso relativo são:
|                       |               | Número do substantivo | Número do substantivo | Número do substantivo |
| singular              | plural        | dual                  |                       |                       |
| --------------------- | ------------- | --------------------- | --------------------- | --------------------- |
| Sem possuidor         | Sem possuidor | :(e)m                 | :(e)t                 | :(e)k                 |
| 1ª pessoa             | sing.         | -ma                   | -ma                   | :(e)gma               |
| 1ª pessoa             | dual          | -megnuk               | -megnuk               | :(e)gmegnuk           |
| 1ª pessoa             | plural        | -mta                  | -mta                  | :(e)gemta             |
| 2ª pessoa             | sing.         | -vet/+pet             | -vet/+pet             | :(e)gpet              |
| 2ª pessoa             | dual          | -vtek/+petek          | -vtek/+petek          | :(e)gpetek            |
| 2ª pessoa             | plural        | -vci/+peci            | -vci/+peci            | :(e)gpeci             |
| 3ª pessoa             | sing.         | :(ng)an               | :(ng)in               | :(e)gken              |
| 3ª pessoa             | dual          | :(ng)agnek            | -kenka                | :(e)gkenka            |
| 3ª pessoa             | plural        | :(ng)ata              | :(ng)ita              | :(e)gketa             |
| 4ª pessoa (reflexivo) | sing.         | -mi                   | -mi                   | :(e)gmi               |
| 4ª pessoa (reflexivo) | dual          | -mek                  | -mek                  | :(e)gmek              |
| 4ª pessoa (reflexivo) | plural        | -meng                 | -meng                 | :(e)gmeng             |

1. ↑  Ou -mnuk.
2. 1 2 3  À esquerda, variação que pode ser utilizada tanto para pós-bases terminadas em vogal quanto para consoantes. A variação da direita é utilizada apenas após consoantes.
3. ↑  Outras formas são -megta e -megteng.

##### Casos locativo, terminativo, ablativo-modalis e alativo
O caso locativo funciona como indicador do nome de um local em uma descrição espacial. No português, uma expressão locativa seria algo como: "O supermercado fica ao lado da escola". Nessa língua, o caso locativo é marcado nos substantivos, como nos exemplos "supermercado" ou "escola", que sofrem derivação.
O caso terminativo serve como marcador do limite, seja no tempo ou no espaço, que um substantivo possui em si próprio. No português, esse caso é comparável à expressão "até", como em "até às oito horas". Na língua iúpique, o substantivo é marcado de acordo com a ideia de seu término.
O caso ablativo-modalis é menos usual nas línguas do mundo, entretanto, está muito presente no estudo das línguas iúpique. Sua utilização tem uma finalidade mais ampla pois engloba dois outros casos, o ablativo e o modalis, sendo o primeiro majoritariamente relacionado aos agentes da passiva e o segundo relativo a ideias como habilidade, necessidade, intenção ou obrigação, como nos verbos em português "poder" e "dever".
O caso alativo determina o movimento em direção à algo ou a um lugar. Tem como significado "sentido voltado para o exterior". As terminações para o caso locativo são:
|                       |               | Número do substantivo | Número do substantivo | Número do substantivo |
| singular              | dual          | plural                |                       |                       |
| --------------------- | ------------- | --------------------- | --------------------- | --------------------- |
| Sem possuidor         | Sem possuidor | ~mi                   | :(e)gni               | ~ni                   |
| 1ª pessoa             | sing.         | -mni                  | :(e)gemni             | -mni                  |
| 1ª pessoa             | dual          | -megni                | :(e)gmegni            | -megni                |
| 1ª pessoa             | plural        | -mteni                | :(e)gemteni           | -mteni                |
| 2ª pessoa             | sing.         | -vni/+peni            | :(e)gpeni             | -vni/+peni            |
| 2ª pessoa             | dual          | -vtegni/+petegni      | :(e)gpetegni          | -vtegni/+petegni      |
| 2ª pessoa             | plural        | -vceni/+peceni        | :(e)gpeceni           | -vceni/+peceni        |
| 3ª pessoa             | sing.         | :(ng)ani              | :(e)gkeni             | :(ng)ini              |
| 3ª pessoa             | dual          | :(ng)agni             | :(e)gkegni            | -kegni                |
| 3ª pessoa             | plural        | :(ng)atni             | :(e)gketni            | :(ng)itni             |
| 4ª pessoa (reflexivo) | sing.         | -mini                 | :(e)gmini             | -mini                 |
| 4ª pessoa (reflexivo) | dual          | -megni                | :(e)gmegni            | -megni                |
| 4ª pessoa (reflexivo) | plural        | -meggni               | :(e)gmeggni           | -meggni               |

1. 1 2 3 4 5 6  À esquerda, variação que pode ser utilizada tanto para pós-bases terminadas em vogal quanto para consoantes. A variação da direita é utilizada apenas após consoantes.

As terminações do locativo são bastante semelhantes as terminações dos outros três casos. No caso ablativo-modalis há a substituição do i final por ek e, no terminativo, este é substituído por un.

##### Caso prolativo
É empregado em um substantivo para expressar o meio que é executada uma ação, a exemplo de "por meio de" ou "através de" no português. As terminações para o caso prolativo são:
|                       |               | Número do substantivo  | Número do substantivo | Número do substantivo  |
| singular              | dual          | plural                 |                       |                        |
| --------------------- | ------------- | ---------------------- | --------------------- | ---------------------- |
| Sem possuidor         | Sem possuidor | -kun                   | :(e)gnegun            | -tgun                  |
| 1ª pessoa             | sing.         | -mkun                  | :(e)gemkun            | -mkun                  |
| 1ª pessoa             | dual          | -megnegun              | :(e)gmegnegun         | -megnegun              |
| 1ª pessoa             | plural        | -mteggun               | :(e)gemteggun         | -mteggun               |
| 2ª pessoa             | sing.         | -vkun/+pegun           | :(e)gpegun            | -vkun/+pegun           |
| 2ª pessoa             | dual          | -vtegnegun/+petegnegun | :(e)gpetegnegun       | -vtegnegun/+petegnegun |
| 2ª pessoa             | plural        | -vcetgun/+pecetgun     | :(e)gpecetgun         | -vcetgun/+pecetgun     |
| 3ª pessoa             | sing.         | :(ng)akun              | :(e)gkenkun           | :(ng)ikun              |
| 3ª pessoa             | dual          | :(ng)agnegun           | :(e)gkegnegun         | -kegnegun              |
| 3ª pessoa             | plural        | :(ng)atgun             | :(e)gketgun           | :(ng)itgun             |
| 4ª pessoa (reflexivo) | sing.         | -mikun                 | :(e)gmikun            | -mikun                 |
| 4ª pessoa (reflexivo) | dual          | -megnegun              | :(e)gmegnegun         | -megnegun              |
| 4ª pessoa (reflexivo) | plural        | -megteggun             | :(e)gmegteggun        | -megteggun             |

1. ↑  Ou -e(g)kun
2. 1 2 3 4 5 6  À esquerda, variação que pode ser utilizada tanto para pós-bases terminadas em vogal quanto para consoantes. A variação da direita é utilizada apenas após consoantes.
3. 1 2  Outras formas são -vciuggun/+peciuggun e -(e)gpeciuggun

##### Caso equalis
Também chamado aequalis ou equativo, este realiza a marcação de igualdade ou semelhança de algo em comparação ao substantivo no qual é empregado. As terminações para o caso equalis são:
|                       |               | Número do substantivo | Número do substantivo | Número do substantivo |
| singular              | dual          | plural                |                       |                       |
| --------------------- | ------------- | --------------------- | --------------------- | --------------------- |
| Sem possuidor         | Sem possuidor | -tun                  | :(e)gtun              | -cetun                |
| 1ª pessoa             | sing.         | -mtun                 | :(e)gemtun            | -mtun                 |
| 1ª pessoa             | dual          | -megtun               | :(e)gmegtun           | -megtun               |
| 1ª pessoa             | plural        | -mcetun               | :(e)gemcetun          | -mcetun               |
| 2ª pessoa             | sing.         | -vtun/+petun          | :(e)gpetun            | -vtun/+petun          |
| 2ª pessoa             | dual          | -vtegtun/+petegtun    | :(e)gpetegtun         | -vtegtun/+petegtun    |
| 2ª pessoa             | plural        | -vcetun/+pecetun      | :(e)gpecetun          | -vcetun/+pecetun      |
| 3ª pessoa             | sing.         | :(ng)atun             | :(e)gketun            | :(ng)itun             |
| 3ª pessoa             | dual          | :(ng)agtun            | :(e)gkegtun           | :(ng)igtun            |
| 3ª pessoa             | plural        | :(ng)acetun           | :(e)gkecetun          | -kegtun               |
| 4ª pessoa (reflexivo) | sing.         | -mitun                | :(e)gmitun            | -mitun                |
| 4ª pessoa (reflexivo) | dual          | -megtun               | :(e)gmegtun           | -megtun               |
| 4ª pessoa (reflexivo) | plural        | -megcetun             | :(e)gmegcetun         | -megcetun             |

1. 1 2 3 4 5 6  À esquerda, variação que pode ser utilizada tanto para pós-bases terminadas em vogal quanto para consoantes. A variação da direita é utilizada apenas após consoantes.

### Adjetivos
A língua iúpique do Alasca central não possui uma classificação ou categoria definida para adjetivos, pois possui  apenas um pequeno inventário de sufixos com essa função específica. Percebe-se a introdução de uma oração intransitiva relativa em um período para adjetivar o substantivo. Além disso, é recorrente a utilização das pós-bases marcadoras do modo particípio intransitivo /-lria/ e /-nguq/, que significam 'aquele que é X' (ideia de autenticidade). Exemplos de frases com essa estrutura são:
- Qertulria ingriq - 'montanha alta' (quertu = ser alto; /-lria/ = autêntico/aquele que é; ingriq = montanha)

- Assiilnguq qantaq - 'tigela ruim' (assiil = ser ruim; /-nguq/ = autêntico/aquele que é; qantag = tigela)

Nota-se que "quertu" e "assiil", palavras que denotam características dos substantivos, são consideradas verbos.

### Verbos

#### Conjugação
A conjugação de verbos no idioma é marcada obrigatoriamente pelos fatores concordância e modo verbal. O primeiro está relacionada ao número, pessoa e transitividade dos verbos, enquanto o segundo diz respeito à atitude ou intenção do que é expresso. Além disso, é importante apontar que os modos verbais podem pertencer aos grupos das orações subordinadas, independentes ou do modo conectivo, que engloba uma variedade de sub-modos.

##### Modos
Existem seis modos verbais no idioma iúpique do Alasca central, são eles: indicativo, particípio, optativo, conectivo, aposicional e interrogativo.
|                             | Modos          | Usos mais comuns | Exemplos na língua                                                                                      |
| --------------------------- | -------------- | --- | --- |
| Modos Independentes         | Indicativo     | Criar sentenças declarativas. | Ellam yuan tangvagaakut (o guardião desse mundo está nos observando).                                   |
| Modos Independentes         | Particípio     | Utilizados principalmente em respostas. Tem finalidade expressiva e indica ideias como confirmação, constestação ou argumentação.                                    | Tuarpiaq nunailnguten (parece que você não tem um lugar para ficar).                                    |
| Modos Independentes         | Interrogativo  | Perguntas informacionais (o que? quando? onde?) e perguntas binárias (sim ou não).                                                                                   | Kina tekita? (quem chegou?).                                                                            |
| Modos Independentes         | Optativo       | Expressa desejos, sugestões ou pedidos do emissor. Pode também ser utilizado para pedir permissão ou consentimento.                                                  | Irniaqa ciumek nerli? (meu/minha filho(a) pode comer primeiro?).                                        |
| Co-subordinado              | Aposicional    | Produzir uma oração co-subordinada sintaticamente e semanticamente dependente da oração principal, entretanto não está completamente integrada e não faz parte dela. | Quteggluni itertuq (ele entrou, arrogante).                                                             |
| Sub-modos do modo conectivo | Causal         | Indicar causa, razão ou tempo ("porque", "quando"...). | Quyauq, aatani uterrniaraan (ela se sente grata porque seu pai voltará logo).                           |
| Sub-modos do modo conectivo | Constantivo    | Indicar constância ou continuidade do que é afirmado ("sempre que", "toda vez que"...).                                                                              | Quyalartua tangrraqamken (eu estou feliz sempre que vejo você).                                         |
| Sub-modos do modo conectivo | Precessivo     | Demonstrar a anterioridade do que é dito em comparação ao tempo presente ("antes").                                                                                  | Angutet maqillruut, nervailegmeng (o homem tomou um banho antes deles comerem).                         |
| Sub-modos do modo conectivo | Concessivo     | Indicar ideia de concessão ("mesmo que", "apesar de"...). | Apteng'erpenga, kiusciigatamken (mesmo que você me pergunte, eu não posso lhe responder).               |
| Sub-modos do modo conectivo | Condicional    | Possui variadas funções. Pode indicar condição, hipótese ou contrapontos ("se").                                                                                     | Ikayuumanrilkuma, tuqucaraanga (se eu não tivesse sido ajudado(a) ele teria me matado).                 |
| Sub-modos do modo conectivo | Indireto       | Utilizado para fazer sugestões, advertências ou decisões indiretas.                                                                                                  | Maqiyuanllu Nuk'aq, unugpailgan (Nuk'aq também deveria tomar um banho quente antes que a noite chegue). |
| Sub-modos do modo conectivo | Contemporativo | Demonstra contemporaneidade do que é dito em comparação ao tempo presente ("quando").                                                                                | Ella yagtellrani (quando a terra extendeu seus braços) (indicando tempo ruim).                          |
| Sub-modos do modo conectivo | Simultâneo     | Indica uma ação contínua no momento do assunto da fala ("enquanto").                                                                                                 | Nerngiinanrani (enquanto ele continuava comendo).                                                       |
| Sub-modos do modo conectivo | Estativo       | Indica o estado, modo ou sentimento ("estar no/em estado de"). | Ciugmi yuuguq (ele vive com a cabeça levantada) (indicando estado de arrogância).                       |

Apesar de serem os usos mais comuns, existem outras utilidades para um mesmo modo verbal. Um exemplo disso é a função não declarativa do modo indicativo, que pode ser utilizado em uma frase indireta, por exemplo uma recomendação ou comando para uma terceira pessoa, como em: Ampi! ayagnarqaaten você deve se apressar e ir!', em que "narq" é uma pós-base que aponta a ideia de causalidade da fala do emissor para o receptor, podendo ser compreendida como "tender a causar alguém a X", e indica um comando, apesar de se comportar como uma frase no modo indicativo.

##### Tempo e aspecto
Tempo e aspecto não são categorias marcadas nos verbos, mas sim sufixos independentes e opcionais estabelecidos durante o discurso. Um verbo nos tempos presente ou passado recente não é marcado, exceto em casos de especificações por aspectos derivacionais. Esses verbos, apesar de poderem se referir ao passado recente, são glossados no presente para maior compreensão.
Os principais marcadores de tempo são os sufixos de passado e futuro, enquanto os que indicam aspecto são o perfectivo, que denota uma ação concluída no passado; o iminente, que expressa uma ação que ameaça se concretizar ("quase X"); o incoativo, que indica o início da ação; o momentâneo, que denota espontaneidade; o contínuo, que demonstra continuidade; o estativo, que indica um estado; o iterativo, que apresenta uma repetição da ação; o costumeiro, que indica hábitos; e o consequencial, que expressa causas e consequências.
|         | Sufixo | Exemplo e tradução para o português |
| ------- | ------ | ----------------------------------- |
| Passado | -llru  | Allellruuq (isso rompeu)            |
| Futuro  | -ciq   | Allegciquq (isso vai romper)        |

Em casos de especificação são utilizados adjuntos adverbiais de tempo. Os adjuntos que indicam passado não demandam o uso do marcador /-llru/, como em Unuaq tangrr-aqa 'eu o vi hoje de manhã' (unuaq = essa manhã, tangrr-aga = ver ele/ela). Contudo, adjuntos que indicam o tempo futuro necessitam do uso do sufixo /-ciq/, a exemplo de Unuaqu ayag-ciq-ua 'eu sairei amanhã' (unuaqu = amanhã, ayag-ciq-ua = sair no futuro).
|               | Sufixos            | Usos mais comuns                                                    | Exemplos e traduções para o português                                                  |
| ------------- | ------------------ | ------------------------------------------------------------------- | -------------------------------------------------------------------------------------- |
| Incoativo     | -ng                | Começar a fazer algo.                                               | Allnguq (isso está começando a romper).                                                |
| Incoativo     | -qatar             | Estar próximo de dar início a algo (a ação acabou de ser decidida). | Tangerqatartuq (ele está próximo de ver/quase vendo).                                  |
| Incoativo     | -qata'ar           | Gradualmente/lentamente fazer algo.                                 | Anqata'artuq (ele está lentamente saindo).                                             |
| Incoativo     | -ri / -i           | Induzir início de mudança em algo.                                  | Cukariuq (isso está acelerando).                                                       |
| Incoativo     | -yagut/ -sagut     | Se tornar/chegar ao estado X.                                       | Nalluyagutaqa (eu esqueci isso) (chegar ao estado de desconhecimento).                 |
| Incoativo     | -kugt              | Estar perto de fazer algo (planejar).                               | Unuku maani qavakugtua (estou planejando dormir aqui esta noite).                      |
| Momentâneo    | -gart / -ga'rt / - | Inesperadamente, de repente fazer algo.                             | Caugartaa (de repente ele a enfrentou).                                                |
| Perfectivo    | -uma               | Algo foi encerrado em um passado distante.                          | Kiagpak neqsuumauq (ele pescou o verão inteiro).                                       |
| Perfectivo    | -umari             | Após ter encerrado algo.                                            | Yuraumariuteng neryaqlirtut (Depois de terminarem de dançar, eles finalmente comeram). |
| Contínuo      | -squma             | Desejar algo.                                                       | Ayaasqumaaten (ele queria que você fosse).                                             |
| Contínuo      | - tu'(ra)r         | Estar, de maneira contínua, fazendo algo.                           | Quligtu'rtuq (o gelo está rachando).                                                   |
| Estativo      | -ngqa              | Estar em estado X.                                                  | Qavartuq nangengqaluni (ele está dormindo enquanto está de pé).                        |
| Iterativo     | -nqigt(e)          | Novamente fazer algo.                                               | Atunqigtuq (ele está cantando novamente).                                              |
| Iterativo     | -a(a)/ -ga/ -ar    | Repetidamente fazer algo.                                           | Ikayuaguq (ele continua nos ajudando repetidas vezes).                                 |
| Iterativo     | -qaraq/ -karak     | Intermitentemente/de vez em quando fazer algo.                      | Iqvaqaraqluni (ele colhe frutos de vez em quando)                                      |
| Costumeiro    | -l(l)ar            | "Habitualmente", "geralmente".                                      | Assik(e)larait (eles geralmente gostam deles).                                         |
| Costumeiro    | -tu                | "Regularmente", "comum".                                            | Kiirtuuq (é quente regularmente).                                                      |
| Consequencial | -naur              | "Então, após x"                                                     | Anutnaurqa (então, me deixe levar para fora).                                          |

##### Evidencialidade
A marcação da evidencialidade não é um fenômeno muito forte na língua iúpique do Alasca central, contudo, existem sufixos e enclíticos que fazem o papel de indicar confirmação ou direcionamentos de mensagens à terceiros sem a necessidade de especificação de suas origens.  O enclítico e os sufixos que podem ser utilizados para marcar evidencialidade são:
| Sufixo/Enclítico | Usos mais comuns                                                     | Exemplos de frases na língua e traduções para o português                               |
| ---------------- | -------------------------------------------------------------------- | --------------------------------------------------------------------------------------- |
| -llini-          | 'Evidentemente', agora eu vejo'...                                   | Naulluurpallrulliniluni (é evidente que ele está doente).                               |
| -luugt-          | 'Afinal', 'na realidade', 'eu percebi'...                            | Ilakut'luugtelliniukut (verificou-se, afinal, que nós somos parentes um do outro).      |
| -saaq-           | 'Eu percebi o contrário', 'mas, na verdade'...                       | Ayuqsaaquk (eles até se parecem, mas, na verdade, possuem diferenças).                  |
| =gguq            | Função reportativa. 'Eles disseram', 'está dito, 'diga a ele/ela'... | Qavártù'ryugnárquqllúgguq (Eles dizem que ele provavelmente continuou dormindo também). |

### Sentenças

#### Sintaxe
Uma oração no iúpique do Alasca central possui dois núcleos: um predicado verbal com adjuntos e um ou dois argumentos (sujeito, objetos etc.). A concordância verbal pode variar entre os padrões ergativo-absolutivo e  nominativo-acusativo, dependendo do modo gramatical. Entretanto, nota-se com relação à concordância verbal a maior predominância do alinhamento ergativo, em que existe diferenciação de casos para os sujeitos dos verbos intransitivo e objetos diretos de verbos transitivos (absolutivo) e para sujeitos dos verbos transitivos (relativo ou ergativo/genitivo).
A ordem dos constituintes de uma oração, diferentemente da ordem de sufixos e enclíticos, tende a ser mais flexível e se apoia no grande potencial sintático da língua, em que diversas indicações são feitas por meio dos sufixos. Contudo, a maior preferência no idioma é pelo padrão SOV (sujeito-objeto-verbo). Essa tendência se encontra em frases como:
- Elitnauriste mikelnguut assikait‎ - 'os professores gostam das crianças' (literalmente: 'professores crianças gostam')

- Mikelnguut elitnauristet assikait'as‎ - 'as crianças gostam dos professores' (literalmente: 'as crianças professores gostam')

Em contraste, também se encontram frases com outros padrões, como em:
- Aptait mikelguut angutet‎ ‎- 'as crianças perguntaram ao homem' (mais comum) ou 'o homem perguntou as crianças' (literalmente: 'perguntar crianças homem')

Por isso, pode-se afirmar que a língua recebe maior influência de fatores pragmáticos relacionados ao contexto da fala em comparação a aspectos sintáticos.‎

#### Negação
A negação é majoritariamente feita por meio da modificação dos verbos, adição de sufixos e pela introdução da palavra qa(a)ŋ ~ qàŋa 'não'. Pode haver fusão dos sufixos de negação com fatores ligados ao aspecto e modo verbal, e não existem afixos de negação para substantivos ou adjetivos, como ocorre no português com a palavra "indelicado" que possui o afixo "in-". Alguns exemplos de sufixos de negação são:
| Sufixo            | Tradução para o português                                 | Exemplo na língua e tradução para o português                           |
| ----------------- | --------------------------------------------------------- | ----------------------------------------------------------------------- |
| -nrit-            | 'Não'.                                                    | Kiunrituq (ele não respondeu).                                          |
| +pek'- ~ -vke-    | 'Não' (seguido do marcador aposicional "-nani").          | Kiuvkenani (ele não está respondendo).                                  |
| -at-              | 'Não'.                                                    | Piniatuq (ele é fraco) (pinir = ser forte).                             |
| -nrilkurt-        | 'Tentando não' (resistir contra).                         | Qavanrilkurtuq (ele (possivelmente com sono) está tentando não dormir). |
| +ngait-           | 'Não vai' (negação no futuro).                            | Calingaituq (ele não vai trabalhar).                                    |
| -ksait- ~ -qsait- | 'Ainda não' (muito associado ao intensificador \|-qa-\|). | Tangerqaqsaitua tigeraamek (eu nunca vi um tigre).                      |
| -(s)ciigat-       | 'Não conseguir'.                                          | Calisciigatuq (ele não consegue trabalhar).                             |
| -yuit-            | 'Nunca/geralmente não'.                                   | Qanyuituq (ele não fala (nunca)).                                       |

Podem haver também casos de dupla negação ou de negação parcial. A primeira objetiva retomar modificações semânticas de termos que normalmente são enfáticos e positivos, diferentemente, por exemplo, de contruções como "ne-pas" na língua francesa, que realizam a negação por meio de dois morfemas negativos simultâneos. São exemplos de dupla negação as frases: Pinritevkenani 'ele está fazendo sem erro' (no qual "sem" e "erro" caracterizam palavras negativas) e Niitenriteksaunaku 'não desprezando isso' (em que ocorre negação nas palavras "não" e "desprezando", negativo de "prezar").
A negação parcial é feita por meio da adição do morfema |-rrlainar-|, relativo à algo como "somente" no português, anterior à um sufixo negativo, como ocorre em: Piliqerrlainarpeknateng 'nem sempre eles jogam o jogo de pegar' (não somente).

## Vocabulário

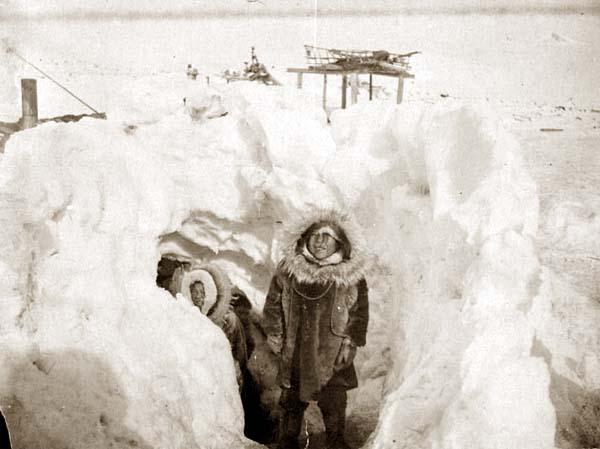
Entrada de um Qasgiq (casa de banho) na vila de Stebbins (1900)

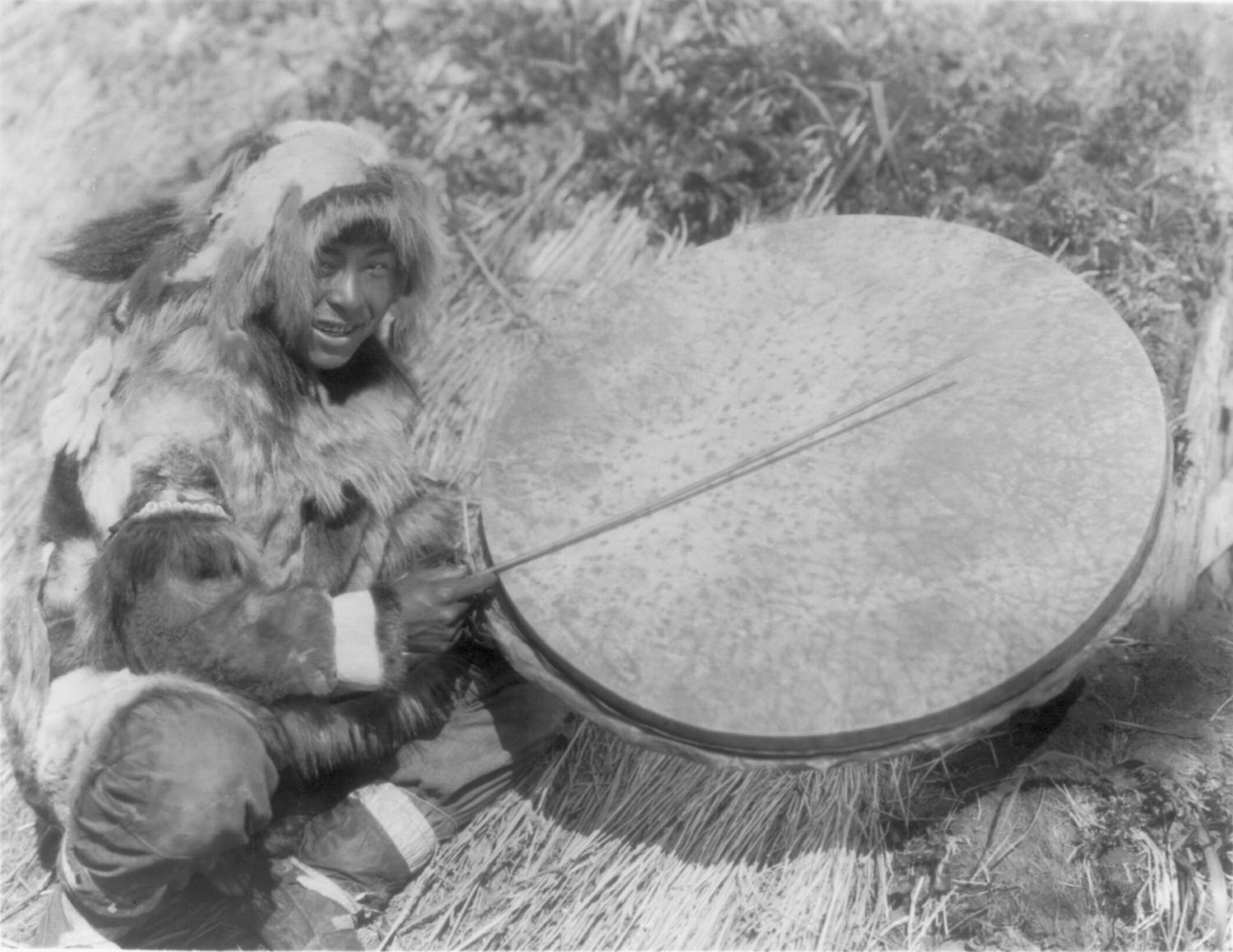
Homem da etnia iúpique tocando um tambor, elemento de sua cultura (1927)

| Iúpique do Alasca Central | Português        |
| ------------------------- | ---------------- |
| Cama-i                    | Olá (bom te ver) |
| Waqaa                     | Oi (como vai?)   |
| Piura                     | Tchau            |
| Quyana                    | Obrigado(a)      |
| Quyana tailuci            | Bem-vindo        |
| Cangacit                  | Como você está?  |
| Assirtua                  | Eu estou bem     |

| Número | Português | Iúpique do Alasca Central |
| ------ | --------- | ------------------------- |
| 1      | Um        | Atauciq                   |
| 2      | Dois      | Malruk                    |
| 3      | Três      | Pingayun                  |
| 4      | Quatro    | Cetaman                   |
| 5      | Cinco     | Talliman                  |
| 6      | Seis      | Arvinglegen               |
| 7      | Sete      | Malrunlegen               |
| 8      | Oito      | Pingayunlegen             |
| 9      | Nove      | Qulngunritaraan           |
| 10     | Dez       | Qula                      |
| 11     | Onze      | Qula atauciq              |
| 12     | Doze      | Qula malruk               |
| 13     | Treze     | Qula pingayun             |
| 14     | Catorze   | Akimiarunrita’ar          |
| 15     | Quinze    | Akimiaq                   |
| 16     | Dezesseis | Akimiaq atauciq           |
| 17     | Dezessete | Akimiaq malruk            |
| 18     | Dezoito   | Akimiaq pingayun          |
| 19     | Dezenove  | Yuinaunrita’ar            |
| 20     | Vinte     | Yuinaq                    |

| Mês | Português | Iúpique do Alasca Central | Significado e etimologia |
| --- | --------- | ------------------------- | --- |
| 1   | Janeiro   | Manignarcuutnguaq         | 'Instrumento de pescar peixes lota-do-rio inautêntico'. Nessa época, os peixes migram pelos rios e são capturados em redes.                                                                 |
| 2   | Fevereiro | Kep'nerciq                | O fim do período de frio extremo causa o derretimento do gelo e o alagamento de casas subterrâneas. Tem etimologia na pós base "-neq" 'o processo de' e no verbo "kepe- " 'cortar caminho'. |
| 3   | Março     | Tengmiirviguaq            | 'Chegada de pássaros inautêntica'. Tempo de esperar os gansos voltarem. |
| 4   | Abril     | Tengemqapiar              | Mês de chegada dos gansos. Tem etimologia no verbo "tenge-" 'voar, levantar voo'. |
| 5   | Maio      | Iqalluarpiit anutiit      | 'Tempo de saída do peixe Microgadus tomcod (tipo de bacalhau)'. |
| 6   | Junho     | Kayangut anutiit          | 'Tempo de saída dos ovos de seus ninhos'. Mês em que é feita a retirada de ovos de diversas espécies de pássaros.                                                                           |
| 7   | Julho     | Ingun                     | 'Tempo de troca de penas'. Tempo em que os pássaros realizam a mudança de suas penas. |
| 8   | Agosto    | Qangqiiq ingutiit         | 'Tempo de troca de penas da ave lagopus'. Essa espécie e outros tipos de pássaros voam soltando suas penas.                                                                                 |
| 9   | Setembro  | Amiraayaaq                | 'Pequeno (bebê) caribu -?- pele' (sem ligação direta entre os termos). Período em que o animal ganha chifres.                                                                               |
| 10  | Outubro   | Amirairun                 | 'Pele -?- crescimento'. Tempo em que os chifres do caribu amadurecem e ficam aveludados. |
| 11  | Novembro  | Cauyarvik                 | 'Tempo de tambor'. Época em que são realizadas danças acompanhadas de toques de tambor. |
| 12  | Dezembro  | Kanruyauciq               | 'Tempo de formação de geada'. Época mais fria do ano e com dias mais curtos. |